# HAVN
HAVN is een restaurant in de Nederlandse plaats Hoorn van chef-kok Robin Blaauw.

## Locatie
HAVN is gesitueerd in de historische haven van de Noord-Hollandse plaats Hoorn. De eetgelegenheid is gevestigd in het gebouw waar daarvoor het restaurant van Lucas Rive zat.

## Geschiedenis
Medio 2021 werd bekend dat Robin Blaauw, een neef van meesterkok Ron Blaauw, het restaurant over zou nemen van de familie van de overleden chef Lucas Rive. De zaak opende met een nieuwe naam verwijzend naar de omgeving waar de eetgelegenheid is gevestigd. Het restaurant opende op 18 september 2021. De Franse culinaire gids GaultMillau kende het restaurant in 2023 13 van de maximaal 20 punten toe.